# Kulesze (Kalinowo)
Kulesze (deutsch Kulessen) ist ein zur Gemeinde Kalinowo (Kallinowen, 1938 bis 1945 Dreimühlen) zählendes kleines Dorf im nordöstlichen Masuren in der polnischen Woiwodschaft Ermland-Masuren im Powiat Ełcki (Kreis Lyck).

## Geographische Lage
Das Dorf befindet sich 5 Kilometer südwestlich der Ortschaft Kalinowo, 0,5 Kilometer südlich der Fernstraße 16 zwischen den Ortslagen Skomętno Wielkie (Groß Skomentnen, 1938 bis 1945 Skomanten) und Wysokie (Wyssocken, 1938 bis 1945 Waltershöhe), auf einem weiter westlich nach Mazurowo führenden Landweg. 
Es liegt am südwestlichen Ufer des Skomentner Sees (1938 bis 1945 Skomantener See, auch: Skomanten-See, polnisch Jezioro Skomętno).

## Geschichte
Das Dorf Kulessen (zeitweise auch Kulissen geschrieben) wurde um 1539 gegründet.
Am 27. Mai 1874 entstand nach einer preußischen Gemeindegebietsreform im Regierungsbezirk Gumbinnen, Kreis Lyck der Amtsbezirk Pissanitzen aus den Landgemeinden Czybulken, Groß Lasken, Kulissen, Loyen, Makoscheyen, Pissanitzen, Ropehlen und Sieden.
Am 1. Dezember 1910 waren in Kulessen 46 Einwohner verzeichnet.
Aufgrund der Bestimmungen des Versailler Vertrags stimmte die Bevölkerung im Abstimmungsgebiet Allenstein, zu dem Kulessen gehörte, am 11. Juli 1920 über die weitere staatliche Zugehörigkeit zu Ostpreußen (und damit zu Deutschland) oder den Anschluss an Polen ab. In Kulessen stimmten 20 Einwohner für den Verbleib bei Ostpreußen, auf Polen entfiel keine Stimme.
1931 wurde nach der Umbenennung von Pissanitzen in „Ebenfelde“ der nun gleichnamige Amtsbezirk Ebenfelde neugegliedert und umfasst statt der bisherigen acht Landgemeinden nun nur noch die Gemeinden Ebenfelde, Groß Lasken, Kulessen (mit Czybulken), Loyen, Makoscheyen und Sieden.
1933 waren in Kulessen 53 Einwohner verzeichnet, 1939 hatte Kulessen 6 landwirtschaftliche Betriebe und 54 Einwohner.
Nach Ende des Zweiten Weltkrieges 1945 fiel das zum Deutschen Reich (Ostpreußen), gehörende Kulessen an Polen.
Den Krieg und die nachfolgende Zeit überstand das Dorf aufgrund seiner abgelegenen Lage vollkommen unbeschadet. Die ansässige deutsche Bevölkerung wurde, soweit sie nicht geflüchtet war, nach 1945 größtenteils vertrieben bzw. ausgesiedelt und neben der angestammten masurischen Minderheit durch Neubürger aus anderen Teilen Polens ersetzt.
Der Ort Kulessen wurde gemäß der polnischen Lautbildung des Ortsnamens in „Kulesze“ umbenannt.
Von 1975 bis 1998 gehörte Kulesze zur damaligen Woiwodschaft Suwałki, kam dann 1999 zur neu gebildeten Woiwodschaft Ermland-Masuren. Heute ist das Dorf Sitz eines Schulzenamtes (polnisch Sołectwo) und somit eine Ortschaft im Verbund der Gmina Kalinowo.

## Religionen
Bis 1945 war Kulessen in die evangelische Kirche Pissanitzen (1926 bis 1945 Ebenfelde, polnisch Pisanica) in der Kirchenprovinz Ostpreußen der Kirche der Altpreußischen Union sowie in die römisch-katholische Kirche Prawdzisken (1934 bis 1945 Reiffenrode, polnisch Pisanica) im Bistum Ermland eingepfarrt.
Heute gehört Kulesze katholischerseits zur Pfarrei Pisanica im Bistum Ełk der Römisch-katholischen Kirche in Polen. Die evangelischen Einwohner halten sich zur Kirchengemeinde in der Kreisstadt Ełk (Lyck), einer Filialgemeinde der Pfarrei Pisz (Johannisburg) in der Diözese Masuren der Evangelisch-Augsburgischen Kirche in Polen.